# Episodi di True Detective (terza stagione)
La terza stagione della serie televisiva True Detective, composta da otto episodi, è stata trasmessa sul canale statunitense HBO dal 13 gennaio al 24 febbraio 2019.
In Italia, la stagione è andata in onda in prima visione in lingua italiana sul canale satellitare Sky Atlantic dal 21 gennaio al 4 marzo 2019. È stata trasmessa in lingua originale sottotitolata in italiano dal 14 gennaio al 25 febbraio 2019, in simulcast con HBO.
Il cast principale di questa stagione è formato da Mahershala Ali, Stephen Dorff, Carmen Ejogo, Scoot McNairy e Ray Fisher.
| nº | Titolo originale                | Titolo italiano                       | Prima TV USA     | Prima TV Italia  |
| -- | ------------------------------- | ------------------------------------- | ---------------- | ---------------- |
| 1  | The Great War and Modern Memory | La Grande Guerra e la memoria moderna | 13 gennaio 2019  | 21 gennaio 2019  |
| 2  | Kiss Tomorrow Goodbye           | Un bacio e addio                      | 13 gennaio 2019  | 21 gennaio 2019  |
| 3  | The Big Never                   | Il grande mai                         | 20 gennaio 2019  | 28 gennaio 2019  |
| 4  | The Hour and the Day            | Il giorno e l'ora                     | 27 gennaio 2019  | 4 febbraio 2019  |
| 5  | If You Have Ghosts              | Fantasmi                              | 3 febbraio 2019  | 11 febbraio 2019 |
| 6  | Hunters in the Dark             | Cacciatori nell'oscurità              | 10 febbraio 2019 | 18 febbraio 2019 |
| 7  | The Final Country               | L'ultima pista                        | 17 febbraio 2019 | 25 febbraio 2019 |
| 8  | Now Am Found                    | Ora mi sono ritrovato                 | 24 febbraio 2019 | 4 marzo 2019     |

## La Grande Guerra e la memoria moderna
- Titolo originale: The Great War and Modern Memory
- Diretto da: Jeremy Saulnier
- Scritto da: Nic Pizzolatto

### Trama
La trama si incentra su un episodio di cronaca nera avvenuto il 7 novembre 1980: la sparizione, nella profonda provincia dell'Arkansas, di due bambini, Will e Julie, fratello e sorella, usciti in bicicletta e mai tornati a casa. Il caso viene affidato ai detective della Polizia di Stato Wayne Hays e Roland West. Il narratore è il det. Hays, che racconta i fatti da due distinte finestre temporali: la prima nel 1990, quando viene interrogato sulla vicenda dai suoi ex colleghi (nel frattempo si scopre che ha lasciato la squadra investigativa ma è sempre alle dipendenze della Polizia statale) perché è sopravvenuta una sconvolgente novità sul caso; la seconda nel 2015, quando l'anziano (e malato presumibilmente di demenza senile) Hays viene intervistato per un programma televisivo di cronaca.
Durante le prime indagini i detective scoprono che i genitori dei ragazzi, Tom e Lucy, vivono da mesi in letti separati. Scoprono delle copie di Playboy sotto il materasso di Will oltre a un buco nel suo armadio all'apparente scopo di spiare la stanza a fianco, ma vengono a sapere dai genitori che nel letto di Will aveva dormito per mesi un cugino della madre. I due interrogano anche i vicini (alcuni dei quali avevano visto i due ragazzi allontanarsi in bici), l'insegnante di inglese di Will e tre ragazzi più grandi che erano stati visti in zona.
Alla fine dell'episodio si vede il detective Hays degli anni '80 che trova in una grotta il cadavere del bambino, supino e con le mani giunte come fosse in preghiera; Hays trova la grotta grazie a delle bambole di paglia che sembrano indicargli la strada. Nessuna traccia della bambina.
Nel 1990 Hays viene a sapere che Julie è ancora viva: le sue impronte sono state rilevate sulla scena di una rapina in farmacia. 
- Guest star: Deborah Ayorinde (Becca Hays), John Charles Dickson (giovane vice sceriffo), Brandon Flynn (Ryan Peters), Sarah Gadon (Elisa Montgomery), Michael Greyeyes (Brett Woodard), Mamie Gummer (Lucy Purcell), Katy Harris (Fran), Julie Ivey (esaminatrice medica), Julia Lashae (Donna #1), Lena McCarthy (Julie Purcell), Richard Meehan (Frankie Boyle), Chuck Meré (assistente di Elisa), Anthony Molinari (uomo nel camion), Joey Nappo (Fisk), Emily Nelson (Margaret), Corbin Pitts (Mike Ardoin), Madison Probus (Lisa), Lauren Sweetser (Isabele), Jon Tenney (Alan Jones), Rhys Wakefield (Freddy Burns).
- Ascolti USA: telespettatori 1 442 000 – rating 18-49 anni 0,5%[3]

## Un bacio e addio
- Titolo originale: Kiss Tomorrow Goodbye
- Diretto da: Jeremy Saulnier
- Scritto da: Nic Pizzolatto

### Trama
Proseguono le indagini dei detective Hays e West sulla misteriosa sparizione dei fratelli Purcell: essi sono stati visti da diversi abitanti del quartiere poco prima che sparissero nel nulla, ma nessuno sa dire che fine abbiano fatto. I genitori dei bambini, Tom e Lucy, vivono da separati in casa: la madre, quando scompaiono, è fuori per una delle sue numerose avventure extraconiugali; Tom Purcell, che ha denunciato la scomparsa alla polizia, vive in un profondo stato depressivo, accentuato dal non ritorno dei bambini. Un cugino di Lucy, Dan, venne ospitato tempo prima dai Purcell: i detective scoprono che dimenticò delle riviste per soli uomini sotto al materasso del nipote (durante il suo soggiorno il parente occupava quella stanza) e fece un foro nel muro per poter (presumibilmente) spiare la nipote. Inoltre vengono vagliate le posizioni di tre adolescenti emarginati e di un veterano del Vietnam, Brett Woodard, che sbarca il lunario raccogliendo e rivendendo cianfrusaglie: vive da solo in una casa disordinata, è stato lasciato dalla moglie, che si è portata via i figli.
Durante il funerale, i detective hanno modo di parlare fugacemente coi genitori di Tom, che hanno seri dubbi riguardo alla paternità del figlio per quanto riguarda Julie. Il detective West riceve una soffiata da un collega della buoncostume riguardo a un pedofilo in libertà vigilata che è stato visto da quelle parti; i due portano il sospetto in un fienile abbandonato e lo pestano, non ottenendo alcunché. Terrorizzato dalle minacce dei detective, l'uomo promette di non rivelare l'episodio ed esce di scena. Successivamente i Purcell ricevono una lettera anonima con dei criptici messaggi, in cui fra le altre cose li si invita a cessare le ricerche perché Julie starebbe bene. 
Nel 1990, durante la deposizione del detective Hays, si scopre che una serie di impronte digitali della bambina scomparsa è stata trovata in una farmacia dell'Oklahoma in cui è avvenuta una rapina: Julie quindi è ancora viva. Altri flashback di Hays durante l'intervista del 2015 svelano vicende della sua vita privata, come quando conobbe e successivamente sposò Amelia, una maestra elementare che aiutò i detective nelle indagini (scoprendo che alcune bambole di paglia vennero date ai bambini che chiedevano "dolcetto o scherzetto?" nel precedente Halloween) e che più tardi divenne una scrittrice di successo.
Nel 2015 l'anziano ex detective Hays si trova improvvisamente, in pigiama e nel cuore della notte, in mezzo alla strada, ma non ricorda il motivo per cui si è recato in quel preciso punto: l'incrocio dove abitava la famiglia Purcell.
- Guest star: Brett Cullen (Greg Larson), Sarah Gadon (Elisa Montgomery), Michael Graziadei (Dan O'Brien), Michael Greyeyes (Brett Woodard), Mamie Gummer (Lucy Purcell), Emily Nelson (Margaret), Josh Hopkins (Jim Dobkins), Jon Tenney (Alan Jones), Rhys Wakefield (Freddy Burns), Gareth Williams (ufficiale di polizia Warren), Michael Broderick (agente speciale John Bowen), Tim Griffin (agente speciale Burt Diller), Shawn-Caulin Young (Ted LaGrange), Brandon Flynn (Ryan Peters), Richard Meehan (Frankie Boyle), Sola Bamis (Heather Hays), Bailey Rae Fenderson (Amy Hays), Jaiden Alexander McLeod, Kennedi Butler (Becca Hays da giovane), Isaiah C. Morgan (Henry Hays da giovane), Natalie Canerday (Louise Purcell), David Jensen (Roy Purcell), Thomas W. Moore (uomo preoccupato), Brian Oerly (Eddie), Sara Edgerton (donna preoccupata), Michael A. Klucher (corrispondente), Michael Papajohn (vice poliziotto), Jennifer Pierce Mathus (proprietaria dell'asilo), Alyson Courtney, Corbin Pitts (Mike Ardoin), Lawrence Turner (primo giurato), Keith Hudson (Ernest), Josh Whites (Joe), Cody Shelton (Don).
- Ascolti USA: telespettatori 1 188 000 – rating 18-49 anni 0,3%[3]

## Il grande mai
- Titolo originale: The Big Never
- Diretto da: Daniel Sackheim
- Scritto da: Nic Pizzolatto

### Trama
Dopo essersi trovato nel cuore della notte di fronte alla vecchia casa dei Purcell, Hays si sottopone ad una TAC per accertare che la sua demenza non sia peggiorata. Intanto continua la sua intervista. Nel 1990, dopo aver ascoltato l'ex det. Hays, i suoi ex superiori si recano da West, che nel frattempo è diventato tenente, per esporgli le novità sul caso dei fratelli Purcell. I due detective nel 1980 scoprirono che Will e Julie mentirono dicendo ai genitori che andavano tutti i pomeriggi a giocare dal vicino di casa; cosa smentita dal bambino e dai genitori. I detective, perquisendo a fondo le stanze dei bambini, trovarono dei riferimenti ad un misterioso gioco di ruolo. Si recarono quindi alla Hoyt Foods, dove lavorava Lucy, ma non trovarono il boss Hoyt, che si sarebbe trovato in Africa. Successivamente Hays trovò nel bosco, nei pressi di una fattoria, in una radura ben celata, dei dadi (che parrebbero quelli usati nel celebre gioco di ruolo Dungeons & Dragons) e dei giocattoli, e lì vicino una roccia appuntita piena di sangue: Will fu ucciso lì. Interrogato, il contadino proprietario del terreno affermò di aver visto spesso bambini in compagnia di due adulti, un bianco e un nero, e di averne parlato con un non identificato detective poco dopo la sparizione. Alcuni abitanti dell'altopiano di Ozark pestarono il nativo Woodard (il reduce che vendeva cianfrusaglie, precedentemente sentito da Hays e West) intimandogli di stare alla larga dai loro bambini. Nel 1990 Hays ha una discussione con la moglie Amelia perché quest'ultima, per raccogliere informazioni sul caso, accetta l'invito a cena di un detective che se ne occupa. Poco dopo West è nuovamente incaricato di indagare, alla luce dei nuovi indizi, sull'omicidio di Will e sulla sparizione di Julie, e chiede all'amico Hays di aiutarlo. Nel 2015 l'intervistatrice accusa Hays di gravi mancanze della polizia durante le indagini: numerosi testimoni furono ignorati, testimoni che affermarono di aver ripetutamente visto una berlina marrone aggirarsi per le strade con alla guida un uomo di colore con una cicatrice, berlina della quale Hays aveva notato le tracce degli pneumatici nel luogo del ritrovamento del corpo di Will.
- Guest star: Michael Greyeyes (Brett Woodard), Mamie Gummer (Lucy Purcell), Sarah Gadon (Elisa Montgomery), Jon Tenney (Alan Jones), Josh Hopkins (Jim Dobkins), Rhys Wakefield (Freddy Burns), Michael Broderick (agente speciale John Bowen), Tim Griffin (agente speciale Burt Diller), Marcus Lyle Brown (medico), Kennedi Butler (Becca Hays da giovane), Isaiah C. Morgan (Henry Hays da giovane), Brandon Flynn (Ryan Peters), Richard Meehan (Frankie Boyle), Emily Nelson (Margaret), Mark Cabus (Manager di Hoyt Foods), Bojesse Christopher (Detective Richard Kitting), Lee Osorio (Detective di polizia di Sallisaw), Lennon Morgan (Ronnie Boyle), Nick Basta (James Boyle), Mischa Hutchings (legale di Ronnie), Becki Davis (Mary), Harlon Miller (guardia di sicurezza del Walmart), Mike Hickman (contadino), Brian Oerly (Eddie), Brian Brown (uomo), Anthony Molinari (uomo nel camion), Melanie Haynes (Manager), Michael L. Phelps.
- Ascolti USA: telespettatori 1 063 000 – rating 18-49 anni 0,3%[4]

## Il giorno e l'ora
- Titolo originale: The Hour and the Day
- Diretto da: Nic Pizzolatto
- Scritto da: David Milch e Nic Pizzolatto

### Trama
Nel 1980 i detective Hays e West si recano nella chiesa cattolica ove Will fece la prima comunione, ottenendo dal parroco vaghe informazioni su una fantomatica zia di cui Julie era entusiasta. Parlano poi con l'anziana creatrice delle bambole di paglia, che però non riesce a ricordare chi fosse l'uomo, nero, cieco a un occhio, a cui ne vendette dieci prima di Halloween. Localizzano, in un sobborgo di periferia, un anziano corrispondente alla descrizione, ma la pista si rivela cieca. Successivamente vengono catalogate tutte le impronte digitali dei parrocchiani, ma è grazie a quelle degli studenti (prese qualche tempo prima) che viene trovato un riscontro sulla bicicletta di Will: Freddy Burns, uno dei tre adolescenti emarginati precedentemente sentiti, viene fermato. Ammette di aver visto il bambino nei pressi della "Tana del Diavolo" mentre si trovava lì con gli amici a bere, e di averne usato la bicicletta, ma di non avergli fatto alcun male. Anzi, rivela ai detective che Will, visibilmente preoccupato, stava cercando la sorella e che aveva chiesto ai ragazzi se «li» avessero visti, facendo intendere che, usando il plurale, stesse cercando la sorella e altre persone che presumibilmente si trovavano con lei. Un cittadino che aveva già aggredito Brett Woodard lo vede parlare con due bambine e organizza una spedizione punitiva: l'uomo fugge e si barrica in casa.
Nel 1990 Hays, guardando ore e ore di registrazioni della videosorveglianza della farmacia dove avvenne la rapina, riconosce una ventunenne Julie Purcell.
Nel 2015 l'anziano Hays cerca faticosamente di mettere insieme i pezzi del puzzle sulle indagini che ci furono nel 1980 e nel 1990. Si reca al distretto di polizia e chiede aiuto al figlio (scopriamo ora che è anch'egli poliziotto). Elisa, la giornalista a cui stava rilasciando un'intervista (poi interrotta a causa delle accuse di incompetenza rivoltegli), gli rivela che sono stati trovati in una cava abbandonata del Missouri i resti del cugino di Lucy, Dan O'Brien, sparito nel '90, che nell'80 venne ospitato dai Purcell.
- Guest star: Brett Cullen (Greg Larson), Sarah Gadon (Elisa Montgomery), Michael Greyeyes (Brett Woodard), Mamie Gummer (Lucy Purcell), Rhys Wakefield (Freddy Burns), Jodi Balfour (Lori), Seth Barrish, Candyce Hinkle (Patty Faber), Joseph Curtis Callender (proprietario del negozio di liquori), John Jelks (Sam Whitehead), Lorenzo Yearby (vicino #1), David T. Anthony, Sasha Morfaw (vicino #3), James MacDonald, Greg Bryan (Jay Bunda), L. Warren Young, Bill Kelly (Detective Hobbs), David Stanbra (Detective Segar), Myk Watford (Detective Morelli), Michael Broderick (agente speciale John Bowen), Tim Griffin (agente speciale Burt Diller), Brian Oerly (Eddie), Isaiah C. Morgan (Henry Hays da giovane), Kennedi Butler (Becca Hays da giovane), Bojesse Christopher (Detective Richard Kitting), Bea Santos, Chad Cline, Brooklyn Courtney-Moore, Mary Kathryn Bryant (segretaria della polizia di stato), Jon Walters.
- Ascolti USA: telespettatori 1 452 000 – rating 18-49 anni 0,4%[5]

## Fantasmi
- Titolo originale: If You Have Ghosts
- Diretto da: Nic Pizzolatto
- Scritto da: Nic Pizzolatto

### Trama
Nel 1990, quando la task force diretta da West si riunisce per discutere sulla ragazza registrata dai video di sorveglianza della farmacia, che Hays è convinto sia Julie Purcell, Tom Purcell si presenta alla riunione chiedendo perché i giornalisti gli abbiano chiesto una dichiarazione, e vede appesa sulla parete la foto della moglie Lucy, morta di overdose in un motel a Las Vegas due anni prima. Hays ne approfitta per mostrargli la foto della ragazza, chiedendogli se la riconosca. Tom accetta quindi di rilasciare un appello televisivo alla presunta figlia. Dopo qualche tempo arriva una chiamata alla polizia, in cui una giovane voce femminile chiede di non essere cercata dalla persona che si definisce il padre, persona che sa bene che cosa le è stato fatto; chiede inoltre notizie di suo fratello Will. I detective convocano Tom per fargli ascoltare la telefonata, ma egli sembra cadere dalle nuvole. Si presenta alla polizia un ragazzo di strada che afferma di aver conosciuto la ragazza del video; i detective seguono la pista ma non trovano alcun riscontro.
La persona che nel 1980 venne accusata per il rapimento e omicidio dei fratelli Purcell fu il veterano Woodard: egli perse la ragione dopo l'ennesima aggressione degli abitanti del luogo, tirò fuori delle armi automatiche da guerra che teneva celate e uccise loro e alcuni poliziotti intervenuti, ferendo West. Si lasciò infine uccidere da Hays, che rispettava come suo commilitone e superiore. Poco dopo vennero trovati nella casa di Woodard la giacchina di Julie e lo zaino di Will. Freddy Burns venne prosciolto, anche se rimase traumatizzato dalla vicenda. Hays, che non ha mai creduto al coinvolgimento di Woodard nella vicenda Purcell, si reca quindi nell'archivio prove della polizia per verificare le impronte che furono rinvenute nei giochi trovati nel bosco, ma con grande disappunto scopre che sono sparite dal fascicolo.
Nel 2015 Hays riprende l'intervista: la regista/intervistatrice Elisa Montgomery gli rivela che Harris James, uno dei poliziotti che, perquisendo casa di Woodard, scoprirono gli effetti dei bambini, scomparve senza lasciare traccia nel '90. Hays, con l'aiuto del figlio, rintraccia l'anziano West, che si è ritirato a vita da eremita. Egli rivela a Hays di non essersi mai sposato (nel '90 Wayne e Amelia, che erano in crisi soprattutto a causa del caso Purcell, andarono a cena da West e dall'allora sua fidanzata Lori, che Roland conobbe durante le indagini del 1980, ed ebbero un battibecco) ed è restio ad aiutare l'ex collega a far luce sui molti punti oscuri della vicenda: Hays gli rivela del ritrovamento dei resti di O'Brien e di aver dedotto, leggendo il libro della moglie, che a scrivere il biglietto anonimo fu Lucy (Amelia riportò le parole che Lucy aveva usato nell'80 durante un incontro fra le due).
- Guest star: Brett Cullen (Greg Larson), Jon Tenney (Alan Jones), Sarah Gadon (Elisa Montgomery), Scott Shepherd (Harris James), Michael Greyeyes (Brett Woodard), Brian Oerly (Eddie), Myk Watford (Detective Morelli), David Stanbra (Detective Segar), Bill Kelly (Detective Hobbs), Tim Griffin (agente speciale Burt Diller), Michael Broderick (agente speciale John Bowen), L. Warren Young (Detective), Rhys Wakefield (Freddy Burns), Jodi Balfour (Lori), Josh Hopkins (Jim Dobkins), James MacDonald (Maggiore Blevins), Karole Foreman, Bea Santos (Julie Purcell a 21 anni), Isaiah C. Morgan (Henry Hays da giovane), Kennedi Butler (Becca Hays da giovane), Elisha Pratt (figlio di Woodard), Cheyenne Seleah (figlia di Woodard), Mark Pettit (corrispondente), Brian Gililland, T.C. Matherne (Logan), Katy Harris (Fran), Gary Newton (Detective), J.D. Wilhelm, Jeff Bailey, Jason Edwards (ufficiale controllo delle prove), Cullen Moss.
- Ascolti USA: telespettatori 879 000 – rating 18-49 anni 0,2%[6]

## Cacciatori nell'oscurità
- Titolo originale: Hunters in the Dark
- Diretto da: Daniel Sackheim
- Scritto da: Nic Pizzolatto e Graham Gordy

### Trama
Nel 1990, West e Hays mettono sotto torchio Tom Purcell, padre di Will e Julie, dopo aver ricevuto la telefonata della presunta Julie che lo accusava di sapere. Egli, sconvolto, nega tutto. Nonostante ciò, viene posto sotto fermo per 24 ore. La ragazza chiamò da un autogrill: un'impronta conferma che si trattava effettivamente di Julie Purcell. I due detective scoprono che Tom era già sull'orlo del licenziamento ancor prima della scomparsa dei figli a causa del bere e di continue richieste di prestiti, e che i colleghi bisbigliavano che frequentasse dei locali per omosessuali. Perquisendo la sua casa, trovano dei riferimenti a problemi di gioco e alla sua probabile omosessualità. Nel 1980 il procuratore distrettuale, dopo il ritrovamento degli indumenti dei bambini, ipotizzò la totale colpevolezza di Woodard, ma Hays non fu per niente d'accordo con la ricostruzione dei fatti. Hays e West cercano quindi i due poliziotti che trovarono i vestiti nell'80: uno di essi, Harris James, si ritirò nel 1981 e ora lavora come capo sicurezza presso la Hoyt Foods, la stessa azienda in cui precedentemente aveva lavorato Lucy Purcell. Racconta di aver visto Tom Purcell che li fissava mentre perquisivano casa Woodard. Nel frattempo Amelia si reca presso un istituto religioso per donne maltrattate: la madre superiora riconosce Julie nelle foto scattate da bambina. Parlando con una delle ospiti dell'istituto, Amelia scopre che la ragazza aveva frequentato Julie, che si faceva chiamare Mary-July, fino a qualche mese prima, e che vaneggiava di essere stata la «regina di un castello rosa». Intanto Dan O'Brien contatta la polizia: West e Hays lo raggiungono in una tavola calda. O'Brien, tossicodipendente e visibilmente impaurito, rivela loro che Julie sarebbe braccata non solo dalla polizia, e che il suicidio di Lucy fosse solo una messinscena. Chiede loro settemila dollari per avere altre informazioni e se ne va. Nel frattempo Tom viene rilasciato e ascolta casualmente due detective che parlano dell'incontro di O'Brien con Hays e West. Lo rintraccia in un motel e, dopo averlo pestato, Dan gli rivela che Lucy, dopo la scomparsa dei bambini, fu pagata per anni da una persona il cui nome avrebbe rivelato alla polizia in cambio dei settemila dollari; non saprebbe però alcunché della sorte di Julie. I due detective intanto hanno un diverbio e si separano: Hays si reca nella vecchia casa (oramai abbandonata e vandalizzata) dei Purcell e intuisce che il foro precedentemente trovato nel muro fra le camere dei due bambini (che O'Brien ha negato di aver mai fatto) serviva per passarsi fra di loro i foglietti che i detective trovarono poi fra i loro giochi. Durante la presentazione del libro di Amelia, un uomo (nero, con un occhio cieco) la accusa di speculare sulla vicenda non sapendone in realtà alcunché. Dopo aver pestato O'Brien, Purcell si introduce, furtivamente e armato, nella villa Hoyt, dove raggiunge un sotterraneo blindato che termina in una stanza completamente rosa, inconsapevolmente ripreso dalla videosorveglianza. Dopo aver sussurrato il nome della figlia, viene raggiunto alle spalle da Harris James.
Nel 2015 Hays intuisce che il figlio Henry ha una relazione con la reporter Elisa Montgomery, a cui sta rilasciando l'intervista riguardo alla vicenda Purcell. Ella gli ricorda il numero spropositato di morti e sparizioni di persone vicine al caso, fra le quali O'Brien e James. Durante un incontro con West in casa Hays, Wayne ha una crisi di memoria e chiede a Roland se in strada ci sia una berlina scura (che Wayne aveva già visto un paio di volte parcheggiata di fronte a casa sua): l'auto però non c'è.
- Guest star: Brett Cullen (Gerald Kindt), Sarah Gadon (Elisa Montgomery), Scott Shepherd (Harris James), Michael Graziadei (Dan O'Brien), Mamie Gummer (Lucy Purcell), Jon Tenney (Alan Jones), L. Warren Young (Detective), David Stanbra (Detective Segar), Gareth Williams (capo della polizia Warren), Myk Watford (Detective Morelli), James MacDonald (Maggiore Blevins), Steven Williams (Junius), Silvia McClure (Sorella Alice), Lindsay Musil (Shelly), Nathan Wetherington (Mike Ardoin), Emily Nelson (Margaret), Isaiah C. Morgan (Henry Hays), Bill Kelly (Detective Hobbs), Robert Walker Branchaud, Lawrence Turner (caposquadra), Cullen Moss, Lee Dawson (guardia al Holding Cwell), Michael A. Klucher (corrispondente), Jules Taylor, Jonny Schremmer, Jancey Sheats (giornalista), Joshua Sackheim (venditore di libri), Bea Santos (Julie Purcell a 21 anni) (voce).
- Ascolti USA: telespettatori 1 248 000 – rating 18-49 anni 0,3%[7]

## L'ultima pista
- Titolo originale: The Final Country
- Diretto da: Daniel Sackheim
- Scritto da: Nic Pizzolatto

### Trama
L'ex detective Hays accompagna la figlia Rebecca al campus universitario.
Nel 1990 Hays e West ritrovano, nella torre di avvistamento dei ranger della "Tana del Diavolo", il cadavere di Tom Purcell, apparentemente suicida: il medico legale parla di un ematoma nella nuca di Purcell, che sarebbe incompatibile con il colpo di pistola alla tempia con cui si sarebbe tolto la vita. I due hanno un'altra discussione riguardo all'andamento delle indagini, che Wayne vorrebbe proseguire. Nel frattempo Amelia, proseguendo la sua personale indagine, trova dalla migliore amica di Lucy una foto che ritrae i due bambini poco prima della sparizione, nel cui sfondo si intravedono due figure con addosso un lenzuolo, da cui sbucano due mani: una bianca e una nera. Hays e West trovano il motel dove alloggia Dan O'Brien, ma di lui non v'è alcuna traccia. Poco tempo dopo arrivano dal Nevada i tabulati delle telefonate che Lucy Purcell fece e ricevette nel motel dove fu ritrovata morta suicida: Hays scopre così che il motel veniva pagato da una società controllata dalla Hoyt Corporation, e che Lucy ricevette diverse telefonate da Harris James; poi, spacciandosi per West, richiede i registri di volo verso l'aeroporto di Las Vegas, e scopre fra i passeggeri lo stesso James, che volò a Las Vegas il giorno prima della morte di Lucy, facendo rientro il giorno dopo. Nel frattempo Amelia si reca nel locale dove lavorava Lucy e parlando col gestore scopre che un afroamericano con un occhio solo aveva incontrato Dan O'Brien proprio lì. Hays convince un riluttante West a usare con James lo stesso trattamento utilizzato (nel secondo episodio) con il pedofilo sospettato del rapimento dei bambini: lo portano in un fienile abbandonato e lo pestano al fine di farlo confessare. James, sofferente, dice di voler loro rivelare qualcosa, ma una volta che Hays lo libera dalle manette lo aggredisce, così West gli spara, uccidendolo. I due seppelliscono il cadavere nel bosco, e subito dopo litigano aspramente. Rientrato a casa, Wayne brucia i vestiti; Amelia lo vede e chiede, non ottenendole, spiegazioni. Il mattino dopo, mentre sta parlando con Amelia, Hays riceve una telefonata da Edward Hoyt: il magnate gli rivela di sapere cos'è successo a James la sera precedente e dice di volergli parlare al riguardo; in caso contrario entrerà in casa (telefona da una berlina parcheggiata fuori), facendo capire di conoscere bene la famiglia Hays, oppure andrà dal Procuratore. Messo alle strette, Wayne esce di casa e sale sulla berlina, che poi si allontana rapidamente.
Nel 2015, durante l'intervista, Elisa Montgomery fa vedere a Wayne alcune cose riguardo alle indagini, a suo dire insabbiate sia nell'80 che nel '90. Secondo la giornalista, il caso Purcell si collega con la tratta di minori da parte di un giro di pedofili, allacciandosi con quello di un serial killer trovato e ucciso nel 2012 in Louisiana da due detective della Polizia di Stato (nel monitor Elisa mostra a Wayne un articolo in cui si riconoscono i detective Rust Cohle e Marty Hart, della prima stagione della serie), le cui indagini si arenarono subito dopo. Successivamente, Hays e West si recano da un'ex governante degli Hoyt, scoprendo che Mr. Hoyt aveva una figlia, Isabel, che nel 1977 perse marito e figlia in un incidente stradale che le provocò una grave instabilità mentale; Isabel non usciva mai dalla tenuta Hoyt, alloggiando nei sotterranei, a cui era consentito l'ingresso solo a un uomo, nero, con un occhio cieco, chiamato June. Nel 1981 – prosegue l'ex governante – la situazione si aggravò, e alla servitù della tenuta fu limitato l'accesso solo ad alcune zone della villa. Poco dopo i due, a casa di Wayne, scoprono che nel '77 James (che allora lavorava per la stradale) presidiava l'area in cui avvenne l'incidente che Isabel Hoyt ebbe dopo la morte di marito e figlia (prese l'auto e si schiantò contro un guard-rail). Wayne nota, parcheggiata di fronte, la stessa berlina che aveva già visto diverse volte nelle notti precedenti e, con uno stratagemma, riesce a farne fotografare a Roland la targa.
- Guest star: Michael Rooker (Edward Hoyt) (voce), Brett Cullen (Gerald Kindt), Sarah Gadon (Elisa Montgomery), Scott Shepherd (Harris James), Deborah Ayorinde (Becca Hays), Emily Nelson (Margaret), James MacDonald (Maggiore Blevins), Valeri Ross (Regina), Greg Bryan (Jay Bunda), Isaiah C. Morgan (Henry Hays da giovane), Kennedi Butler (Becca Hays da giovane), Emyri Crutchfield (nipote di Regina), Alex Collins (poliziotto statale), Timmy Sherrill (receptionist del motel), Paula Randol-Smith (ufficiale dell'archivio della polizia).
- Ascolti USA: telespettatori 1 323 000 – rating 18-49 anni 0,3%[8]

## Ora mi sono ritrovato
- Titolo originale: Now Am Found
- Diretto da: Daniel Sackheim
- Scritto da: Nic Pizzolatto

### Trama
Qualche anno prima del 2015, il capo della sicurezza del campus dell'università dell'Arkansas Wayne Hays passeggia per i giardini dell'ateneo, fino a raggiungere l'aula dove sua moglie Amelia tiene una lezione di letteratura.
Nel 1990, Edward Hoyt porta Hays nei boschi, rivelandogli che, grazie a un cercapersone con GPS posseduto da Harris James, sa quale sia stata la sua ultima posizione e che, dato che le telecamere dell'azienda hanno ripreso l'auto civetta di West e Hays parcheggiata fuori, ha intuito cosa gli sia successo. Ricatta quindi Hays: il suo silenzio riguardo all'omicidio di James in cambio del termine immediato delle indagini su Julie Purcell. Hays gli chiede cosa sia successo alla ragazza, ma l'imprenditore dice di non saperlo. Poco dopo, Wayne e Amelia hanno un chiarimento: Wayne decide infine di lasciare la polizia.
Nel 2015, Hays e West si recano nell'ospizio dove lavora la vedova James, chiedendole se avesse mai visto il marito con un uomo guercio; la donna afferma che un uomo senza un occhio, tale Junius, si presentò a casa sua poco dopo la scomparsa del marito, chiedendole se Harris avesse «trovato la ragazza». Successivamente i due si recano nella vecchia tenuta degli Hoyt (oramai abbandonata dalla famiglia e in vendita) e scoprono nel sotterraneo una stanza rosa con sulle pareti dei disegni infantili che ritraggono un castello, Julie ("Principessa Mary"), Isabel Hoyt ("Regina Isabel") e un uomo guercio ("Sir Junius"). Roland identifica il proprietario dell'auto la cui targa aveva fotografato fuori casa Hays: appartiene a un certo Junius Watts, un afroamericano guercio. L'uomo, ex allevatore di polli presso la Hoyt Foods, confessa ai due anziani ex detective che Isabel Hoyt, dopo la morte del marito e della figlia Mary in un incidente d'auto, divenne depressa e dipendente dal litio. Un giorno vide Julie Purcell a un picnic aziendale (Lucy Purcell lavorava per la Hoyt), che le ricordò immediatamente la figlia. Watts chiese a Lucy se Isabel potesse vedere ogni tanto Julie; la donna accettò in cambio di denaro, a condizione però che andasse anche Will. I quattro (Isabel, Junius, Will e Julie) si incontravano nel bosco per giocare. Isabel sembrava guarita dal grave stato depressivo e chiese Julie in adozione. La donna, che aveva smesso di prendere il litio, si trovava però in stato confusionale (identificava Julie con la figlia Mary) e un giorno, nel bosco, durante un nascondino, Will, cercando di proteggere la sorella, venne spinto da Isabel, cadde e sbatté la testa, morendo sul colpo. Watts sistemò il corpo e Julie, convinta che tutto fosse un gioco, giunse le mani del fratello. Con l'aiuto di Harris James, Watts fece in modo che il colpevole sembrasse Woodard. James avvisò Lucy dell'incidente e le offrì altro denaro per il suo silenzio, chiedendole di lasciare Julie con Isabel: la donna accettò. Un paio di anni dopo, Watts scoprì con orrore che Isabel somministrava di nascosto del litio alla bambina fin dai tempi della Tana del Diavolo, motivo per cui Julie risultava sempre un po' svampita e confusa. Nel 1990 Watts aiutò Julie a fuggire, ma la ragazza, invece di presentarsi all'appuntamento con l'uomo, sparì. Isabel, distrutta dal dolore, si suicidò. Nel 1997 Watts trovò le tracce di Julie in un convento che accoglieva donne disadattate e/o maltrattate: la ragazza, che a detta delle suore soffriva di disturbo dissociativo, era però morta di AIDS nel dicembre 1995. I due ex detective si recano nel convento e parlano con la superiora, che li accompagna alla tomba di Julie.
Una volta rientrato a casa, Wayne, leggendo un passo del libro di Amelia, ha una folgorazione: nel centro religioso ha casualmente parlato con un giardiniere di nome Mike Ardoin e con la di lui piccola figlia bionda Lucy, e Amelia nel libro aveva raccontato di un suo alunno amico di Julie chiamato Mike Ardoin che fu particolarmente sconvolto dalla scomparsa della bambina. Il bambino era figlio di un giardiniere. Rintraccia quindi l'indirizzo della famiglia Ardoin, ove si reca. Una volta in loco però dimentica improvvisamente il motivo per cui si trova lì: telefona al figlio affinché vada a prenderlo e parla, senza riconoscerla, con una quarantacinquenne Julie Purcell Ardoin e con sua figlia Lucy. Mike, da sempre innamorato di Julie, l'aveva riconosciuta nel centro religioso e, con l'aiuto delle suore, ne aveva inscenato la morte per proteggerla da Hoyt, e dopo l'aveva sposata. Amelia stessa vide, nel '90, senza riconoscerlo, Mike Ardoin nello stesso convento per donne maltrattate, ove aveva sentito una ragazza che aveva conosciuto Julie.
Nel 1980, Hays fu costretto a lasciare la Major Crimes: i superiori avrebbero voluto fargli scrivere una dichiarazione che screditasse le ricostruzioni di Amelia (che chiaramente aveva lui come fonte), ma egli rifiutò e venne quindi trasferito all'ufficio relazioni col pubblico. 
Nell'ultima scena si vede il giovane ricognitore dell'esercito Wayne Hays che mentre cammina guarda per un attimo dietro di sé per poi scomparire fra la vegetazione della giungla del Vietnam per una missione. 
- Durata: 73 minuti
- Guest star: Michael Rooker (Edward Hoyt), Brett Cullen (Gerald Kindt), Gareth Williams (capo della polizia Warren), Steven Williams (Junius), Scott Shepherd (Harris James), Mamie Gummer (Lucy Purcell), Bea Santos (Julie Purcell a ventuno anni), Lauren Sweetser (Isabel Hoyt), Phoenix Elkin (Will Purcell), Lena McCarthy (Julie Purcell), Deborah Ayorinde (Becca Hays), Roxanne Hart (sig.ra James), Lindsay Musil (Shelly), Sola Bamis (Heather Hays), Nathan Wetherington (Mike Ardoin), Virginia Kirby (amministratrice del tribunale), Tim Sitarz (ciclista grosso), CC Castillo (donna del ciclista grosso), Ivy Dubreuil (Lucy Ardoin), Jaiden Alexander McLeod, Bailey Rae Fenderson (Amy Hays).
- Ascolti USA: telespettatori 1 384 000 – rating 18-49 anni 0,4%[9]